# Неробочі дні в Україні

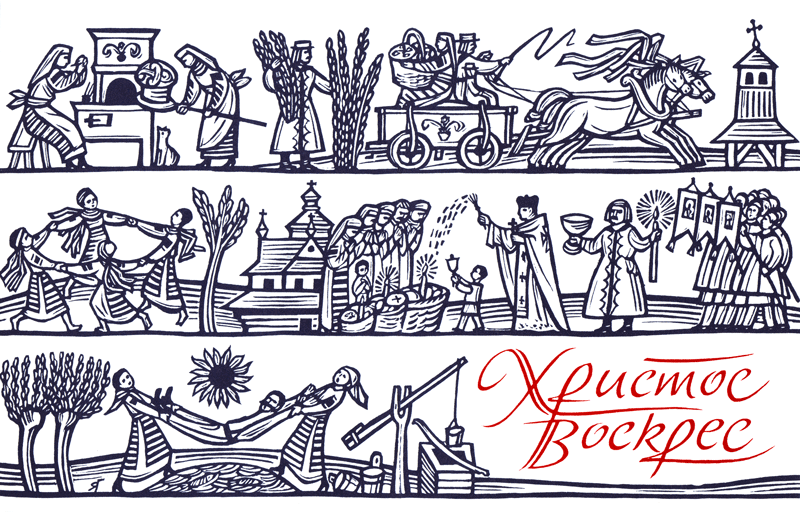
Листівка до Великодня (створена Яковом Гніздовським)

Неробо́чі дні в Украї́ні — офіційно визнані святкові дні, у які робота не проводиться. Перелік цих днів міститься у ст. 73 Кодексу законів про працю України, прийнятим у 1972 році. Відповідно до цієї статті та змін до неї, з 30 липня 2023 року в Україні щороку є 11 святкових (неробочих) днів. При цьому стаття визначає 9 святкових днів та 3 дні релігійних свят, в які не проводиться робота (25 грудня як Різдво присутнє в обох частинах статті). Законодавство не розрізняє ці категорії святкових (неробочих) днів.
Також норми робочого часу, що визначаються наявністю неробочих днів, регулюються статтями 53 (скорочення тривалості робочого дня напередодні неробочих днів), 67 (збіг неробочих і вихідних) та деякими іншими статтями КзПП.
Норми усіх згаданих статей Кодексу законів про працю не застосовуються протягом правового режиму воєнного стану.

### Чинні святкові та неробочі дні
| Дата                        | Назва                                                                           | Примітки |
| --------------------------- | ------------------------------------------------------------------------------- | --- |
| 1 січня                     | Новий Рік                                                                       | Державне свято з 1948 року                                                                                   |
| 8 березня                   | Міжнародний жіночий день                                                        | Державне свято з 1966 року                                                                                   |
| рухоме                      | Великдень за юліанським календарем                                              | Державне свято з 1991 року                                                                                   |
| 1 травня                    | День праці                                                                      | Державне свято з 1918 року. До 2018 року 2 травня також було вихідним днем                                   |
| 8 травня                    | День пам'яті та перемоги над нацизмом у Другій світовій війні 1939 – 1945 років | Державне свято з 2023 року на честь закінчення ДСВ в Європі та перемоги союзників над нацистською Німеччиною |
| рухоме: Великдень + 49 днів | Трійця за юліанським календарем                                                 | Релігійне свято з 1991 року                                                                                  |
| 28 червня                   | День Конституції України                                                        | На честь Конституції України 1996 року. Єдине державне свято, закріплене в Конституції України               |
| 15 липня                    | День Української Державності                                                    | Державне свято з 2022 року на честь хрещення Київської Руси. До 2023 року включно відзначалося 28 липня.     |
| 24 серпня                   | День Незалежності України                                                       | Державне свято з 1992 року на честь відновлення незалежности України в 1991 році                             |
| 1 жовтня                    | День захисників і захисниць України                                             | Державне свято з 2015 року. До 2022 року включно відзначалося 14 жовтня.                                     |
| 25 грудня                   | Різдво Христове                                                                 | Державне свято з 2017 року.                                                                                  |

Якщо державне свято припадає на вихідний (наприклад, суботу чи неділю), наступний робочий день (наприклад, понеділок) стає вихідним днем.
Якщо між державним святом та іншим вихідним днем є лише один або лише два робочі дні, то Кабінет Міністрів України зазвичай дає рекомендацію уникнути цього розриву, перенісши ці робочі дні на певну суботу (тобто мати безперервні канікули, але компенсувати це роботою в інший день, який буде вихідним). Зазвичай такі рекомендації стосуються лише тих працівників, у яких вихідними днями є субота та неділя.
Відповідно до змін, спричинених реформою церковного календаря, всі нерухомі релігійні свята та пов'язані з ними неробочі дні  відзначаються відповідно до новоюліанського календаря, що до 2800 року збігається з григоріанським (до 1 вересня 2023 року для цього використовувався юліанський календар). При цьому відповідно до позиції Православної церкви України та Української греко-католицької церкви, рухомі свята відзначаються за юліанським календарем (законодавством не врегульовано). Великдень випадає на одну з неділь між 22 березня і 25 квітня (включно) юліанського календаря, що у 1900—2099 роках відповідає датам 4 квітня — 8 травня григоріанського календаря. Трійця, яка святкується через 7 тижнів по Великодню, випадає на одну з неділь між 10 травня і 13 червня (включно) юліанського календаря, що відповідає датам 23 травня — 26 червня григоріанського календаря. 
З 2017 по 2023 рік Різдво Христове в Україні відзначали 2 дні: 7 січня (дата свята за юліанським календарем) і 25 грудня (дата свята за григоріанським і новоюліанським календарями). З 2024 року Різдво в Україні офіційно святкують лише 25 грудня.

### Скасовані
У таблиці нижче показано неробочі дні, які було скасовано в Україні з 1992 року.
| Дата        | Назва                                                      | Примітки |
| ----------- | ---------------------------------------------------------- | --- |
| 7 січня     | Різдво Христове (за юліанським календарем)                 | Неробочий день в Україні з 1991 по 2023 рік. |
| 2 травня    | День міжнародної солідарності трудящих (2-й день)          | Неробочий день в Україні з 1929 по 2017 рік. |
| 9 травня    | День Перемоги                                              | Неробочий день в Україні з 1945 по 1947 та 1965 по 2023 рік. З 2016 по 2023 рік цього дня відзначався День перемоги над нацизмом у Другій світовій війні. |
| 16 липня    | День Незалежності України                                  | Неробочий день в Україні в 1991 році, в 1992 перенесено на 24 серпня.                                                                                     |
| 14 жовтня   | День захисників і захисниць України                        | Неробочий день в Україні з 2015 по 2022 рік. |
| 7 листопада | День Великої Жовтневої соціалістичної революції (1-й день) | Неробочий день в Україні з 1919 по 1999 рік. |
| 8 листопада | День Великої Жовтневої соціалістичної революції (2-й день) | Неробочий день в Україні з 1928 по 1999 рік. |

## Неробочі і вихідні дні
Відповідно до Кодексу законів про працю України встановлено п'ятиденний робочий тиждень з двома вихідними днями, а на тих підприємствах, де це неможливо з тих чи інших причин — шестиденний з одним вихідним. Загальним вихідним днем визнано неділю. Другий вихідний день (при п'ятиденному тижні) визначається графіком роботи підприємств, але мусить йти підряд із загальним вихідним і зазвичай припадає на суботу. На відміну від вихідних днів, тривалість роботи напередодні святкових (неробочих) днів скорочується на одну годину (якщо цей день робочий), і призводить до зменшення тижневої норми робочого часу. При шестиденному робочому тижні напередодні вихідного дня не має перевищувати п'яти годин, а якщо цей день святковий – чотирьох. Неробочі дні також не враховуються при визначенні тривалості щорічних та деяких інших видів відпусток.
У випадку, коли святковий або неробочий день збігається з вихідним днем (субота і неділя), вихідний день переноситься на наступний після святкового або неробочого. Ця норма впроваджена 1995 року, була відмінена наприкінці 1997 і поновлена у квітні 1999 року. Чинним законодавством не врегулювано питання збігу двох неробочих днів: на практиці усі три рази, коли Великдень припадав на 1 травня – у 1994, 2005 та 2016 рр. – додаткового вихідного чи неробочого дня не надавалося. Наступного разу юліанський Великдень припаде на 1 травня у 2089 році, на 8 травня - у 2078 році, а ще через століття Трійця може збігтися з Днем Конституції.
Якщо трапляється так, що між двома офіційними неробочими днями є один чи два робочих дні, тоді Кабінет Міністрів України задля уникнення прогалин між неробочими днями й ефективного використання робочого часу зазвичай приймає офіційну постанову з рекомендаціями підприємствам, установам та організаціям перенести ці робочі дні на одну з найближчих субот чи, до 2002 року, неділь (тобто таким чином забезпечити неперервну відпустку). Зазвичай таке трапляється, коли святковий день випадає на вівторок або четвер.

## Історія

### Українська народна республіка
Вперше перелік неробочих днів в Україні (Українська Народна республіка) визначено «Законом про восьмигодинний робочий день», прийнятим Центральною радою 25 січня (7 лютого) 1918 року. Документ містив дати свят, «коли працювати не належить». Дати наведені за чинним тоді юліанським календарем. Назви були наведені лише для двох свят. Перелік свят відповідно до «Закону про восьмигодинний робочий день» (у дужках наводиться можлива назва свята):
- 1 січня (Новий рік);
- 6 січня (Богоявлення);
- 9 січня — Національне державне свято [4 Універсалу];
- 27 лютого (День повалення самодержав'я);
- 25 березня (Благовіщення);
- п'ятниця страсного тижня (Страсна п'ятниця);
- субота страсного тижня (Велика Субота);
- понеділок Великодніх свят (Світлий Понеділок);
- вівторок Великодніх свят (Світлий Вівторок);
- 1 травня (День праці);
- Вознесіння;
- другий день Трійці (день Святого Духа);
- 15 серпня (Успіння);
- 14 вересня (Здвиження);
- 7 листопада — Національне державне свято [3 Універсалу];
- 25 грудня (Різдво);
- 26 грудня (Другий день Різдва)
- та усі неділі протягом року (включно з Великоднем і Трійцею).

Решта днів у році (295—297) залишалися робочими.
Для нехристиян залишалася можливість відпочивати в інші дні замість визначених релігійних свят.
Вже за три тижні УНР ввела григоріанський календар, і дати усіх свят (крім 1 січня та 1 травня) «з'їхали» на 13 днів уперед, тобто фактично наведені в законі дати жодного разу не були святковими (хоча усі наведені релігійні свята були неробочими і в Російській імперії).
21 лютого (6 березня) 1918 року Рада Народних Міністрів УНР додатково визначила, що "«день 27 лютого [9 березня] (Шевченківське свято) святкується як національне свято. У цей день усі урядові установи повинні бути закриті". При цьому була допущена помилка при переведенні дат між старим і новим стилем і точно невідомо, яка дата мала стати святковою: 25 лютого (9 березня) чи 27 лютого (11 березня). Пізніше, вже за радянської доби, саме 11 березня іноді й подекуди було святом.

### Свята в УПА

Повстанська різдвяна поштівка

В Українській повстанській армії велика увага приділялась моральному вихованню стрільців, зокрема культивуванню традицій українського війська. У повстанців було прийнято святкувати державні свята, як наприклад день Злуки (22 січня), свято Листопадового Чину (1 листопада), день проголошення Акту відновлення української держави (30 червня). Існували і особливі повстанські свята — День Героїв (остання неділя травня) та Свято Зброї (31 серпня — день звільнення Києва від більшовиків 1919 року). Пізніше святкування Дня Зброї було перенесене на 14 жовтня — Свято Покрови, а згодом день заснування УПА. Особливі свята святкувались за участю представників Проводу ОУН. Обов'язково відбувалась Служба Божа, промова капелана та політвиховника. Далі співались пісні у виконанні хору та відбувались гутірки на актуальні теми.
За традицією, повстанці святкували найбільші релігійні свята: Різдво та Великдень. Святкування проводилось разом із місцевим населенням, спільно із яким влаштовувалися вистави, концерти й вертепи. Однак, головним місцем святкування залишалися густі ліси, куди селяни носили освячене. Під час таких свят Український Червоний Хрест і тереновий Провід ОУН готували подарунки для поранених бійців. Дарували зазвичай тютюн, фрукти, випічку або одяг. Організація подарунків була винятком, ніж правилом.
Крім загально-повстанських свят, у кожного повстанського відділу святкувався день приведення стрільців до Присяги Вояка УПА. Для такого спеціального свята було розроблено інструкцію, яка регламентувала порядок проведення урочистостей. Присяга відбувалася в присутності командування представників Головного військового штабу (ГВШ) та крайового проводу ОУН.
Під час святкувань та урочистостей виставлялась підсилена охорона повстанських таборів, адже свята використовувались радянськими та німецькими військами для здійснення облав та нападів.
Деякі повстанські відділи мали власні пісні, які використовували під час святкувань та урочистостей, а також у походах. Так, наприклад, курінь «Месники» мав свій «Марш Месників», створений політвиховником сотні «Залізняка» та куреня «Месники», а пізніше — редактором журналу УПА «Лісовик», що видавався на Закерзонні, Петром Василенком.

### Часи радянської влади
З початком більшовицької окупації території України календар свят зазнав змін. З переліку свят зникли національні свята 22 січня і 20 листопада, натомість були введені 18 березня — День Паризької комуни і 7 листопада — День пролетарської революції. 22 січня ж стало вважатися траурним неробочим днем як річниця Кривавої неділі 1905 року. У деякі роки зазначена перша неділя липня як День конституції СРСР. Усі релігійні свята (а іноді й Новий рік) стали вважатися «особливими днями відпочинку» і вони не вважалися обов'язковими. Точний перелік їх варіювався від року до року і часто — від місцевості до місцевості. Крім того, хоча Російська Православна Церква й відмовилася від використання григоріанського чи новоюліанського календаря, вихідні на релігійні свята (крім рухомих) надавалися за новим стилем і після цієї відмови (у 1923 році було прийнято церковне і політичне рішення про перехід на новий стиль). Так, в окремі роки неробочим днем ставало 6 серпня (Преображення, Спас). В окремих місцевостях України у деякі роки святковим був також День пам'яті Тараса Шевченка — 10 чи 11 березня.
У 1927—1928 роках «революційні свята» 1 травня і 7 листопада стали відзначатися 2 дні — 2 травня (з 1929) і 8 листопада (з 1928) стали неробочими. Тоді ж кількість «особливих днів відпочинку» була зменшена до 6.
Постановою РНК СРСР від 24 вересня 1929 року всі «особливі дні відпочинку» були скасовані, як і деякі інші. Неробочих днів залишилося тільки 5:
- 22 січня — День пам'яті 9 січня 1905 року і пам'яті В. І. Леніна;
- 1 і 2 травня — дні Інтернаціоналу;
- 7 і 8 листопада — дні річниці жовтневої революції.

Назви свят надалі зазнавали змін, але їх кількість і дати залишалися незмінними до 1936 року.
День 22 січня залишався неробочим до 1951 року.
Інші неробочі дні, які відзначалися в СРСР і УРСР:
- з 1948 року: 1 січня — Новий рік;
- з 1966 року: 8 березня — Міжнародний жіночий день;
- у 1945-47 та з 1965 року: 9 травня — Свято Перемоги у Великій вітчизняній війні;
- у 1945-46: 3 вересня — День перемоги над Японією;
- у 1981—1990 роках: 7 жовтня — День конституції СРСР;
- у 1937—1980 роках: 5 грудня — День (сталінської) конституції СРСР.

Варто зауважити, що на загальносоюзному рівні зміну дати Дня конституції з 5 грудня на 7 жовтня було проведено ще у 1977 році, але у законодавстві УРСР це було відображено лише 29 липня 1981 року.
З 1981 року і до початку розпаду СРСР тут було 8 офіційних неробочих днів:
- 1 січня — Новий рік,
- 8 березня — Міжнародний жіночий день,
- 1 і 2 травня — Дні міжнародної солідарності трудящих,
- 9 травня — День Перемоги,
- 7 жовтня — День Конституції СРСР,
- 7 і 8 листопада — річниця Великої Жовтневої соціалістичної революції.

### З відновленням незалежності України
У березні 1991 року офіційний перелік неробочих днів поповнився релігійними святами (християнство східного обряду):
- 7 січня — Різдво Христове;
- один день (неділя) — Пасха (Великдень);
- один день (неділя) — Трійця.[25]

Щоправда, ще до прийняття цих змін, у січні 1991 року Різдво вже не було робочим. Про це свідчить Постанова ВР УРСР «Про пропозиції щодо святкових і неробочих днів в Українській РСР». Поява ж у переліку неробочих Великодня і Трійці спочатку не призвела до збільшення загальної кількості вихідних, адже норму про перенесення вихідних у разі збігу їх зі святами було ухвалено лише у 1995 році.
У червні 1991 року Верховна Рада постановила занести до списку неробочих 16 липня як День незалежності України (на честь прийняття у 1990 році Декларації про державний суверенітет України) та виключила з нього свято радянської конституції — 7 жовтня. Відтак кількість неробочих днів у 1991 році (і до 1996) становила 11 за рік.
У червні 1992 року дату святкування Дня незалежності було змінено на 24 серпня.
27 січня 1995 року парламент зробив зміни до іншої статті КЗпП, згідно з якими у разі збігу святкового неробочого дня з вихідним, вихідним ставав наступний робочий день, таким чином загальний баланс вихідних та робочих днів зберігався щороку. Але наприкінці 1997 року це доповнення усунули іншим законом. Та 8 квітня 1999 року був прийнятий ще один закон, який це правило відновив.
Прийняття Конституції України у 1996 році поповнило перелік святкових неробочих днів. Вперше неробочий день на День Конституції України українці мали 28 червня 1997 року (це була субота, отож вихідним стало 30 червня).
У лютому 2000 року були скасовані «листопадові вихідні» — 7 і 8 листопада ставали звичайними робочими днями. Тож кількість святкових неробочих днів тепер дорівнювала десяти.
У березні 2015 року статус неробочого отримав День захисника України 14 жовтня
У листопаді 2017 року був прийнятий Закон України «Про внесення змін до статті 73 Кодексу законів про працю України щодо святкових і неробочих днів». Відповідно до нього, неробочим днем ставало 25 грудня — Різдво Христове, а День міжнародної солідарності трудящих став зватися Днем праці і відзначатися протягом одного дня — 1 травня. Враховуючи ці зміни, загальна кількість святкових неробочих днів з 2018 року не змінилася, дорівнюючи 11-и.
31 травня 2022 року Верховна Рада України ухвалила законопроєкт за яким День Української Державності став вихідним днем. Закон набрав чинності 9 червня 2022 р.
8 травня 2023 року Володимир Зеленський підписав указ, згідно з яким 9 травня в Україні відзначають День Європи, і вніс до Верховної Ради України законопроєкт про встановлення 8 травня — Дня пам'яті та перемоги над нацизмом у Другій світовій війні 1939 – 1945 років як вихідного дня замість Дня перемоги над нацизмом у Другій світовій війні 9 травня. 29 травня 2023 року Верховна Рада зробила День пам'яті та перемоги над нацизмом у Другій світовій війні 1939 – 1945 років 8 травня державним святом, скасувавши День перемоги над нацизмом у Другій світовій війні 9 травня. 12 червня 2023 року Президент України Володимир Зеленський підписав цей закон.
28 червня 2023 року президент України Володимир Зеленський вніс до Верховної Ради України законопроєкт, який переносить з 28 липня на 15 липня День Української Державності, з 14 жовтня на 1 жовтня – День захисників і захисниць України та скасовує свято Різдва Христового 7 січня в підтвердженні 25 грудня як єдиної дати святкування, відображаючи зміни у календарях ПЦУ та УГКЦ. У церковних колах не очікували, що президент України Володимир Зеленський наважиться швидко скасовувати вихідний на Різдво Христове 7 січня. Парламент схвалив цей закон 14 липня 2023 року, закон підтримав 241 депутат.

### Воєнний стан 2022 року
15 березня 2022 року Верховна Рада України ухвалила Закон, яким на час воєнного стану зупинила дію усіх статей КЗпП, що регулюють норми робочого часу, пов'язані з неробочими днями. Таким чином, з набуття чинності цим законом (24 березня 2022 року) і до скасування режиму воєнного стану неробочі дні відсутні.

## Святкові та вихідні дні за роками
У таблиці нижче зазначені дні тижня і дати свят та періоди вихідних, визначені цими святами, у тому числі перенесені вихідні у випадку збігу свята і вихідного та перенесені робочі дні для збільшення тривалості безперервного відпочинку.

### 1990—1999
|      | Новий рік             | Різдво        | Жіночий день     | Великдень (якщо у квітні) | Дні міжнародної солідарності трудящих | Великдень (якщо у травні) | День Перемоги   | Трійця           | День Конституції | День незалежності | Роковини ВЖСР      | Перенесені робочі дні |
| ---- | --------------------- | ------------- | ---------------- | ------------------------- | ------------------------------------- | ------------------------- | --------------- | ---------------- | ---------------- | ----------------- | ------------------ | --- |
| 1990 | понеділок 1           | -             | четвер 8         | -                         | вт-ср 1 і 2                           | -                         | середа 9        | -                | неділя 7         | -                 | ср-чт 7 і 8        | 9 березня (пт) — 11 березня (нд) 30 квітня (пн) — 28 квітня (сб) 9 листопада (пт) — 11 листопада (нд) 31 грудня (пн) — 29 грудня (сб)                                                                                          |
| 1990 | 30 грудня-1 січня (3) | -             | 8-10 березня (3) | -                         | 29 квітня-2 травня (4)                | -                         | 9 травня (1)    | -                | 6-7 жовтня (2)   | -                 | 7-10 листопада (4) | 9 березня (пт) — 11 березня (нд) 30 квітня (пн) — 28 квітня (сб) 9 листопада (пт) — 11 листопада (нд) 31 грудня (пн) — 29 грудня (сб)                                                                                          |
| 1991 | вівторок 1            | понеділок 7   | п'ятниця 8       | неділя 7                  | ср-чт 1 і 2                           | -                         | четвер 9        | неділя 26        | -                | вівторок 16       | чт-пт 7 і 8        | 3 травня (пт) — 5 травня (нд) 10 травня (пт) — 12 травня (нд) 15 липня (пн) — 13 липня (сб) |
| 1991 | 30 грудня-1 січня (3) | 5-7 січня (3) | 8-10 березня (3) | 6-7 квітня (2)            | 1-4 травня (4)                        | -                         | 9-11 травня (3) | 25-26 травня (2) | -                | 14-16 липня (3)   | 7-10 листопада (4) | 3 травня (пт) — 5 травня (нд) 10 травня (пт) — 12 травня (нд) 15 липня (пн) — 13 липня (сб) |
| 1992 | середа 1              | вівторок 7    | неділя 8         | неділя 26                 | пт-сб 1 і 2                           | -                         | субота 9        | неділя 14        | -                | понеділок 24      | сб-нд 7 і 8        | 6 січня (пн) — 4 січня (сб) 27 квітня (пн) — 16 травня (сб) |
| 1992 | 1 січня (1)           | 5-7 січня (3) | 7-8 березня (2)  | 25-27 квітня (3)          | 1-3 травня (3)                        | -                         | 9-10 травня (2) | 13-14 червня (2) | -                | 22-24 серпня (3)  | 7-8 листопада (2)  | 6 січня (пн) — 4 січня (сб) 27 квітня (пн) — 16 травня (сб) |
| 1993 | п'ятниця 1            | четвер 7      | понеділок 8      | неділя 18                 | сб-нд 1 і 2                           | -                         | неділя 9        | неділя 6         | -                | вівторок 24       | нд-пн 7 і 8        | 8 січня (пт) — 10 січня (нд) 23 серпня (пн) — 21 серпня (сб) |
| 1993 | 1-3 січня (3)         | 7-9 січня (3) | 6-8 березня (3)  | 17-18 квітня (2)          | 1-2 травня (2)                        | -                         | 8-9 травня (2)  | 5-6 червня (3)   | -                | 22-24 серпня (3)  | 6-8 листопада (3)  | 8 січня (пт) — 10 січня (нд) 23 серпня (пн) — 21 серпня (сб) |
| 1994 | субота 1              | п'ятниця 7    | вівторок 8       | -                         | нд-пн 1 і 2                           | неділя 1                  | понеділок 9     | неділя 19        | -                | середа 24         | пн-вт 7 і 8        | 7 березня (пн) — 5 березня (сб) |
| 1994 | 1-2 січня (2)         | 7-9 січня (3) | 6-8 березня (3)  | -                         | 30 квітня-2 травня (3)                | 30 квітня-2 травня (3)    | 7-9 травня (3)  | 18-19 червня (2) | -                | 24 серпня (1)     | 5-8 листопада (4)  | 7 березня (пн) — 5 березня (сб) |
| 1995 | неділя 1              | субота 7      | середа 8         | неділя 23                 | пн-вт 1 і 2                           | -                         | вівторок 9      | неділя 11        | -                | четвер 24         | вт-ср 7 і 8        | 8 травня (пн) — 6 травня (сб) 25 серпня (пт) — 27 серпня (нд) 6 листопада (пн) — 4 листопада (сб) додатковий вихідний 9 січня                                                                                                  |
| 1995 | 31 грудня-1 січня (2) | 7-9 січня (3) | 8 березня (1)    | 22-24 квітня (3)          | 29 квітня-2 травня (4)                | -                         | 7-9 травня (3)  | 10-12 червня (2) | -                | 24-26 серпня (3)  | 5-8 листопада (4)  | 8 травня (пн) — 6 травня (сб) 25 серпня (пт) — 27 серпня (нд) 6 листопада (пн) — 4 листопада (сб) додатковий вихідний 9 січня                                                                                                  |
| 1996 | понеділок 1           | неділя 7      | п'ятниця 8       | неділя 14                 | ср-чт 1 і 2                           | -                         | четвер 9        | неділя 2         | -                | субота 24         | чт-пт 7 і 8        | 3 травня (пт) — 5 травня (нд) 10 травня (пт) — 12 травня (нд) 2 січня 1997 (чт) — 28 грудня 1996 (сб) 6 січня (пн) — 4 січня (сб) 8 січня (ср) — 11 січня (сб) 29 квітня (вт) — 19 квітня (сб) 30 квітня (ср) — 17 травня (сб) |
| 1996 | 30 грудня-1 січня (3) | 6-8 січня (3) | 8-10 березня (3) | 13-15 квітня (3)          | 1-4 травня (4)                        | -                         | 9-11 травня (3) | 1-3 червня (3)   | -                | 24-26 серпня (3)  | 7-10 листопада (4) | 3 травня (пт) — 5 травня (нд) 10 травня (пт) — 12 травня (нд) 2 січня 1997 (чт) — 28 грудня 1996 (сб) 6 січня (пн) — 4 січня (сб) 8 січня (ср) — 11 січня (сб) 29 квітня (вт) — 19 квітня (сб) 30 квітня (ср) — 17 травня (сб) |
| 1997 | середа 1              | вівторок 7    | субота 8         | неділя 27                 | чт-пт 1 і 2                           | -                         | п'ятниця 9      | неділя 15        | субота 28        | неділя 24         | пт-сб 7 і 8        | 3 травня (пт) — 5 травня (нд) 10 травня (пт) — 12 травня (нд) 2 січня 1997 (чт) — 28 грудня 1996 (сб) 6 січня (пн) — 4 січня (сб) 8 січня (ср) — 11 січня (сб) 29 квітня (вт) — 19 квітня (сб) 30 квітня (ср) — 17 травня (сб) |
| 1997 | 1-2 січня (2)         | 5-8 січня (4) | 8-10 березня (3) | 26 квітня-4 травня (9)    | 26 квітня-4 травня (9)                | -                         | 9-11 травня (3) | 14-16 червня (3) | 28-30 червня (3) | 23-25 серпня (3)  | 7-10 листопада (4) | 3 травня (пт) — 5 травня (нд) 10 травня (пт) — 12 травня (нд) 2 січня 1997 (чт) — 28 грудня 1996 (сб) 6 січня (пн) — 4 січня (сб) 8 січня (ср) — 11 січня (сб) 29 квітня (вт) — 19 квітня (сб) 30 квітня (ср) — 17 травня (сб) |
| 1998 | четвер 1              | середа 7      | неділя 8         | неділя 19                 | пт-сб 1 і 2                           | -                         | субота 9        | неділя 7         | неділя 28        | понеділок 24      | сб-нд 7 і 8        | 2 січня (пт) — 4 січня (нд) |
| 1998 | 1-3 січня (3)         | 7 січня (1)   | 7-8 березня (2)  | 18-19 квітня (2)          | 1-3 травня (3)                        | -                         | 9-10 травня (2) | 6-7 червня (2)   | 27-28 червня (2) | 22-24 серпня (3)  | 7-8 листопада (2)  | 2 січня (пт) — 4 січня (нд) |
| 1999 | п'ятниця 1            | четвер 7      | понеділок 8      | неділя 11                 | сб-нд 1 і 2                           | -                         | неділя 9        | неділя 30        | понеділок 28     | вівторок 24       | нд-пн 7 і 8        | 8 січня (пт) — 10 січня (нд) 12 квітня (пн) — 24 квітня (сб) 23 серпня (пн) — 21 серпня (сб) |
| 1999 | 1-3 січня (3)         | 7-9 січня (3) | 6-8 березня (3)  | 10-12 квітня (3)          | 1-4 травня (4)                        | -                         | 8-10 травня (3) | 29-31 травня (3) | 26-28 червня (3) | 22-24 серпня (3)  | 6-9 листопада (4)  | 8 січня (пт) — 10 січня (нд) 12 квітня (пн) — 24 квітня (сб) 23 серпня (пн) — 21 серпня (сб) |

### 2000—2014
|      | Новий рік              | Різдво                 | Жіночий день     | Великдень (якщо у квітні) | Дні міжнародної солідарності трудящих | Великдень (якщо у травні) | День Перемоги   | Трійця           | День Конституції        | День незалежності | Перенесені робочі дні |
| ---- | ---------------------- | ---------------------- | ---------------- | ------------------------- | ------------------------------------- | ------------------------- | --------------- | ---------------- | ----------------------- | ----------------- | --- |
| 2000 | субота 1               | п'ятниця 7             | середа 8         | неділя 30                 | пн-вт 1 і 2                           | -                         | вівторок 9      | неділя 18        | середа 28               | четвер 24         | 8 травня (пн) — 6 травня (сб) 25 серпня (пт) — 27 серпня (нд) |
| 2000 | 1-3 січня (3)          | 7-9 січня (3)          | 8 березня (1)    | 29 квітня-3 травня (5)    | 29 квітня-3 травня (5)                | -                         | 7-9 травня (3)  | 17-19 червня (3) | 28 червня (1)           | 24-26 серпня (3)  | 8 травня (пн) — 6 травня (сб) 25 серпня (пт) — 27 серпня (нд) |
| 2001 | понеділок 1            | неділя 7               | четвер 8         | неділя 15                 | вт-ср 1 і 2                           | -                         | середа 9        | неділя 3         | четвер 28               | п'ятниця 24       | 9 березня (пт) — 11 березня (нд) 30 квітня (пн) — 28 квітня (сб) 10 травня (чт) — 5 травня (сб) 11 травня (пт) — 6 травня (нд) 29 червня (пт) — 23 червня (сб) 31 грудня (пн) — 29 грудня (сб)                                                        |
| 2001 | 30 грудня-1 січня (3)  | 6-8 січня (3)          | 8-10 березня (3) | 14-16 квітня (3)          | 29 квітня-2 травня (4)                | -                         | 9-13 травня (5) | 2-4 червня (3)   | 28 червня-1 липня (4)   | 24-26 серпня (3)  | 9 березня (пт) — 11 березня (нд) 30 квітня (пн) — 28 квітня (сб) 10 травня (чт) — 5 травня (сб) 11 травня (пт) — 6 травня (нд) 29 червня (пт) — 23 червня (сб) 31 грудня (пн) — 29 грудня (сб)                                                        |
| 2002 | вівторок 1             | понеділок 7            | п'ятниця 8       | -                         | ср-чт 1 і 2                           | неділя 5                  | четвер 9        | неділя 23        | п'ятниця 28             | субота 24         | 3 травня (пт) — 11 травня (сб) 30 грудня (пн) — 28 грудня (сб) 31 грудня (вт) — 29 грудня (нд) |
| 2002 | 30 грудня-1 січня (3)  | 5-7 січня (3)          | 8-10 березня (3) | -                         | 1-6 травня (6)                        | 1-6 травня (6)            | 9 травня (1)    | 22-24 червня (3) | 28-30 червня (3)        | 24-26 серпня (3)  | 3 травня (пт) — 11 травня (сб) 30 грудня (пн) — 28 грудня (сб) 31 грудня (вт) — 29 грудня (нд) |
| 2003 | середа 1               | вівторок 7             | субота 8         | неділя 27                 | чт-пт 1 і 2                           | -                         | п'ятниця 9      | неділя 15        | субота 28               | неділя 24         | 6 січня (пн) — 4 січня (сб) |
| 2003 | 30 грудня-1 січня (3)  | 5-7 січня (3)          | 8-10 березня (3) | 26-28 квітня (3)          | 1-4 травня (4)                        | -                         | 9-11 травня (3) | 14-16 червня (3) | 28-30 червня (3)        | 23-25 серпня (3)  | 6 січня (пн) — 4 січня (сб) |
| 2004 | четвер 1               | середа 7               | понеділок 8      | неділя 11                 | сб-нд 1 і 2                           | -                         | неділя 9        | неділя 30        | понеділок 28            | вівторок 24       | 2 січня (пт) — 10 січня (сб) 5 січня (пн) — 24 січня (сб) 6 січня (вт) — 7 лютого (сб) 23 серпня (пн) — 21 серпня (сб) |
| 2004 | 1-7 січня (7)          | 1-7 січня (7)          | 6-8 березня (3)  | 10-12 квітня (3)          | 1-4 травня (4)                        | -                         | 8-10 травня (3) | 29-31 травня (3) | 26-28 червня (3)        | 22-24 серпня (3)  | 2 січня (пт) — 10 січня (сб) 5 січня (пн) — 24 січня (сб) 6 січня (вт) — 7 лютого (сб) 23 серпня (пн) — 21 серпня (сб) |
| 2005 | субота 1               | п'ятниця 7             | вівторок 8       | -                         | нд-пн 1 і 2                           | неділя 1                  | понеділок 9     | неділя 19        | вівторок 28             | середа 24         | 7 березня (пн) — 5 березня (сб) 27 червня (пн) — 25 червня (сб) |
| 2005 | 1-3 січня (3)          | 7-9 січня (3)          | 6-8 березня (3)  | -                         | 30 квітня-3 травня (4)                | 30 квітня-3 травня (4)    | 7-9 травня (3)  | 11-13 червня (3) | 26-28 червня (3)        | 24 серпня (1)     | 7 березня (пн) — 5 березня (сб) 27 червня (пн) — 25 червня (сб) |
| 2006 | неділя 1               | субота 7               | середа 8         | неділя 23                 | пн-вт 1 і 2                           | -                         | вівторок 9      | неділя 11        | середа 28               | четвер 24         | 3 січня (пн) — 21 січня (сб) 4 січня (вт) — 4 лютого (сб) 5 січня (чт) — 18 лютого (сб) 6 січня (пт) — 11 березня (сб) 8 травня (пн) — 6 травня (сб) 25 серпня (пт) — 9 вересня (сб)                                                                  |
| 2006 | 31 грудня-9 січня (10) | 31 грудня-9 січня (10) | 8 березня (1)    | 22-24 квітня (3)          | 29 квітня-2 травня (4)                | -                         | 7-9 травня (3)  | 10-12 червня (3) | 28 червня (1)           | 24-27 серпня (4)  | 3 січня (пн) — 21 січня (сб) 4 січня (вт) — 4 лютого (сб) 5 січня (чт) — 18 лютого (сб) 6 січня (пт) — 11 березня (сб) 8 травня (пн) — 6 травня (сб) 25 серпня (пт) — 9 вересня (сб)                                                                  |
| 2007 | понеділок 1            | неділя 7               | четвер 8         | неділя 8                  | вт-ср 1 і 2                           | -                         | середа 9        | неділя 27        | четвер 28               | п'ятниця 24       | 2 січня (пн) — 20 січня (сб) 3 січня (вт) — 27 січня (сб) 4 січня (чт) — 10 лютого (сб) 5 січня (пт) — 24 лютого (сб) 9 березня (пт) — 3 березня (сб) 30 квітня (пн) — 28 квітня (сб) 29 червня (пт) — 16 червня (сб) 31 грудня (пн) — 29 грудня (сб) |
| 2007 | 30 грудня-8 січня (10) | 30 грудня-8 січня (10) | 8-11 березня (4) | 6-8 квітня (3)            | 29 квітня-2 травня (4)                | -                         | 9 травня (1)    | 26-28 травня (3) | 28 червня-1 липня (4)   | 24-26 серпня (3)  | 2 січня (пн) — 20 січня (сб) 3 січня (вт) — 27 січня (сб) 4 січня (чт) — 10 лютого (сб) 5 січня (пт) — 24 лютого (сб) 9 березня (пт) — 3 березня (сб) 30 квітня (пн) — 28 квітня (сб) 29 червня (пт) — 16 червня (сб) 31 грудня (пн) — 29 грудня (сб) |
| 2008 | вівторок 1             | понеділок 7            | субота 8         | неділя 27                 | чт-пт 1 і 2                           | -                         | п'ятниця 9      | неділя 15        | субота 28               | неділя 24         | 2 січня (ср) — 12 січня (сб) 3 січня (чт) — 26 січня (сб) 4 січня (пт) — 9 лютого (сб) 29 квітня (вт) — 17 травня (сб) 30 квітня (ср) — 31 травня (сб)                                                                                                |
| 2008 | 30 грудня-7 січня (9)  | 30 грудня-7 січня (9)  | 8-10 березня (3) | 26 квітня-4 травня (9)    | 26 квітня-4 травня (9)                | -                         | 9-11 травня (3) | 14-16 червня (3) | 28-30 червня (3)        | 23-25 серпня (3)  | 2 січня (ср) — 12 січня (сб) 3 січня (чт) — 26 січня (сб) 4 січня (пт) — 9 лютого (сб) 29 квітня (вт) — 17 травня (сб) 30 квітня (ср) — 31 травня (сб)                                                                                                |
| 2009 | четвер 1               | середа 7               | неділя 8         | неділя 19                 | пт-сб 1 і 2                           | -                         | субота 9        | неділя 7         | неділя 28               | понеділок 24      | 2 січня (пт) — 10 січня (сб) 5 січня (пн) — 24 січня (сб) 6 січня (вт) — 7 лютого (сб) |
| 2009 | 1-7 січня (7)          | 1-7 січня (7)          | 7-9 березня (3)  | 18-20 квітня (3)          | 1-4 травня (4)                        | -                         | 9-11 травня (3) | 6-8 червня (3)   | 27-29 червня (3)        | 22-24 серпня (3)  | 2 січня (пт) — 10 січня (сб) 5 січня (пн) — 24 січня (сб) 6 січня (вт) — 7 лютого (сб) |
| 2010 | п'ятниця 1             | четвер 7               | понеділок 8      | неділя 4                  | сб-нд 1 і 2                           | -                         | неділя 9        | неділя 23        | понеділок 28            | вівторок 24       | 4 січня (пн) — 30 січня (сб) 5 січня (вт) — 13 лютого (сб) 6 січня (ср) — 27 лютого (сб) 8 січня (пт) — 13 березня (сб) 23 серпня (пн) — 21 серпня (сб)                                                                                               |
| 2010 | 1-10 січня (10)        | 1-10 січня (10)        | 6-8 березня (3)  | 3-5 квітня (3)            | 1-4 травня (4)                        | -                         | 8-10 травня (3) | 22-24 травня (3) | 26-28 червня (3)        | 22-24 серпня (3)  | 4 січня (пн) — 30 січня (сб) 5 січня (вт) — 13 лютого (сб) 6 січня (ср) — 27 лютого (сб) 8 січня (пт) — 13 березня (сб) 23 серпня (пн) — 21 серпня (сб)                                                                                               |
| 2011 | субота 1               | п'ятниця 7             | вівторок 8       | неділя 24                 | нд-пн 1 і 2                           | -                         | понеділок 9     | неділя 12        | вівторок 28             | середа 24         | 7 березня (пн) — 12 березня (сб) 27 червня (пн) — 25 червня (сб) |
| 2011 | 1-3 січня (3)          | 7-9 січня (3)          | 5-8 березня (4)  | 23-25 квітня (3)          | 30 квітня-3 травня (4)                | -                         | 7-9 травня (3)  | 11-13 червня (3) | 26-28 червня (3)        | 24 серпня (1)     | 7 березня (пн) — 12 березня (сб) 27 червня (пн) — 25 червня (сб) |
| 2012 | неділя 1               | субота 7               | четвер 8         | неділя 15                 | вт-ср 1 і 2                           | -                         | середа 9        | неділя 3         | четвер 28               | п'ятниця 24       | 9 березня (пт) — 3 березня (сб) 30 квітня (пн) — 28 квітня (сб) 29 червня (пт) — 7 липня (сб) 31 грудня (пн) — 29 грудня (сб) |
| 2012 | 31 грудня-2 січня (3)  | 7-9 січня (3)          | 8-11 березня (4) | 14-16 квітня (3)          | 29 квітня-2 травня (4)                | -                         | 9 травня (1)    | 2-4 червня (3)   | 28 червня - 1 липня (4) | 24-26 серпня (3)  | 9 березня (пт) — 3 березня (сб) 30 квітня (пн) — 28 квітня (сб) 29 червня (пт) — 7 липня (сб) 31 грудня (пн) — 29 грудня (сб) |
| 2013 | вівторок 1             | понеділок 7            | п'ятниця 8       | -                         | ср-чт 1 і 2                           | неділя 5                  | четвер 9        | неділя 23        | п'ятниця 28             | субота 24         | 3 травня (пт) — 18 травня (сб) 10 травня (пт) — 1 червня (сб) |
| 2013 | 30 грудня-1 січня (3)  | 5-7 січня (3)          | 8-10 березня (3) | -                         | 1-6 травня (6)                        | 1-6 травня (6)            | 9-12 травня (4) | 22-24 червня (3) | 28-30 червня (3)        | 24-26 серпня (3)  | 3 травня (пт) — 18 травня (сб) 10 травня (пт) — 1 червня (сб) |
| 2014 | середа 1               | вівторок 7             | субота 8         | неділя 20                 | чт-пт 1 і 2                           | -                         | п'ятниця 9      | неділя 8         | субота 28               | неділя 24         | 2 січня (чт) — 11 січня (сб) 3 січня (пт) — 25 січня (сб) 6 січня (пн) — 8 лютого (сб) |
| 2014 | 1-7 січня (7)          | 1-7 січня (7)          | 8-10 березня (3) | 19-21 квітня (3)          | 1-4 травня (4)                        | -                         | 9-11 травня (3) | 7-9 червня (3)   | 28-30 червня (3)        | 23-25 серпня (3)  | 2 січня (чт) — 11 січня (сб) 3 січня (пт) — 25 січня (сб) 6 січня (пн) — 8 лютого (сб) |

### 2015—2025
|      | Новий рік             | Різдво (за юліанським календарем) | Жіночий день     | Великдень (якщо у квітні) | День праці             | Великдень (якщо у травні) | День перемоги над нацизмом | Трійця                 | День Конституції      | День Державності | День незалежності | День захисника / захисників і захисниць | Різдво           | Перенесені робочі дні |
| ---- | --------------------- | --------------------------------- | ---------------- | ------------------------- | ---------------------- | ------------------------- | -------------------------- | ---------------------- | --------------------- | ---------------- | ----------------- | --------------------------------------- | ---------------- | --- |
| 2015 | четвер 1              | середа 7                          | неділя 8         | неділя 12                 | пт-сб 1 і 2            | -                         | субота 9                   | неділя 31              | неділя 28             | -                | понеділок 24      | середа 14                               | -                | 2 січня (пт) — 17 січня (сб) 8 січня (чт) — 31 січня (сб) 9 січня (пт) — 14 лютого (сб)                                                                        |
| 2015 | 1-4 січня (4)         | 7-11 січня (5)                    | 7-9 березня (3)  | 11-13 квітня (3)          | 1-4 травня (4)         | -                         | 9-11 травня (3)            | 30 травня-1 червня (3) | 27-29 червня (3)      | -                | 22-24 серпня (3)  | 14 жовтня (1)                           | -                | 2 січня (пт) — 17 січня (сб) 8 січня (чт) — 31 січня (сб) 9 січня (пт) — 14 лютого (сб)                                                                        |
| 2016 | п'ятниця 1            | четвер 7                          | вівторок 8       | -                         | нд-пн 1 і 2            | неділя 1                  | понеділок 9                | неділя 19              | вівторок 28           | -                | середа 24         | п'ятниця 14                             | -                | 8 січня (пт) — 16 січня (сб) 7 березня (пн) — 12 березня (сб) 27 червня (пн) — 2 липня (сб)                                                                    |
| 2016 | 1-3 січня (3)         | 7-10 січня (4)                    | 5-8 березня (4)  | -                         | 30 квітня-3 травня (4) | 30 квітня-3 травня (4)    | 7-9 травня (3)             | 18-20 червня (3)       | 25-28 червня (4)      | -                | 24 серпня (1)     | 14-16 жовтня (3)                        | -                | 8 січня (пт) — 16 січня (сб) 7 березня (пн) — 12 березня (сб) 27 червня (пн) — 2 липня (сб)                                                                    |
| 2017 | неділя 1              | субота 7                          | середа 8         | неділя 16                 | пн-вт 1 і 2            | -                         | вівторок 9                 | неділя 4               | середа 28             | -                | четвер 24         | субота 14                               | понеділок 25     | 8 травня (пн) — 13 травня (сб) 25 серпня (пт) — 19 серпня (сб)                                                                                                 |
| 2017 | 31 грудня-2 січня (3) | 7-9 січня (3)                     | 8 березня (1)    | 15-17 квітня (3)          | 29 квітня-2 травня (4) | -                         | 6-9 травня (4)             | 3-5 червня (3)         | 28 червня (1)         | -                | 24-27 серпня (4)  | 14-16 жовтня (3)                        | 23-25 грудня (3) | 8 травня (пн) — 13 травня (сб) 25 серпня (пт) — 19 серпня (сб)                                                                                                 |
| 2018 | понеділок 1           | неділя 7                          | четвер 8         | неділя 8                  | вівторок 1             | -                         | середа 9                   | неділя 27              | четвер 28             | -                | п'ятниця 24       | неділя 14                               | вівторок 25      | 9 березня (пт) — 3 березня (сб) 30 квітня (пн) — 5 травня (сб) 29 червня (пт) — 23 червня (сб) 24 грудня (пн) — 22 грудня (сб) 31 грудня (пн) — 29 грудня (сб) |
| 2018 | 30 грудня-1 січня (3) | 6-8 січня (3)                     | 8-11 березня (4) | 7-9 квітня (3)            | 28 квітня-1 травня (4) | -                         | 9 травня (1)               | 26-28 травня (3)       | 28 червня-1 липня (4) | -                | 24-26 серпня (3)  | 13-15 жовтня (3)                        | 23-25 грудня (3) | 9 березня (пт) — 3 березня (сб) 30 квітня (пн) — 5 травня (сб) 29 червня (пт) — 23 червня (сб) 24 грудня (пн) — 22 грудня (сб) 31 грудня (пн) — 29 грудня (сб) |
| 2019 | вівторок 1            | понеділок 7                       | п'ятниця 8       | неділя 28                 | середа 1               | -                         | четвер 9                   | неділя 16              | п'ятниця 28           | -                | субота 24         | понеділок 14                            | середа 25        | 30 квітня (вт) — 11 травня (сб)30 грудня (пн) — 21 грудня (сб) 31 грудня (вт) — 28 грудня (сб)                                                                 |
| 2019 | 30 грудня-1 січня (3) | 5-7 січня (3)                     | 8-10 березня (3) | 27 квітня-1 травня (5)    | 27 квітня-1 травня (5) | -                         | 9 травня (1)               | 15-17 червня (3)       | 28-30 червня (3)      | -                | 24-26 серпня (3)  | 12-14 жовтня (3)                        | 25 грудня (1)    | 30 квітня (вт) — 11 травня (сб)30 грудня (пн) — 21 грудня (сб) 31 грудня (вт) — 28 грудня (сб)                                                                 |
| 2020 | середа 1              | вівторок 7                        | неділя 8         | неділя 19                 | п'ятниця 1             | -                         | субота 9                   | неділя 7               | неділя 28             | -                | понеділок 24      | середа 14                               | п'ятниця 25      | 6 січня (пн) — 11 січня (сб) |
| 2020 | 29 грудня-1 січня (4) | 4-7 січня (4)                     | 7-9 березня (3)  | 18-20 квітня (3)          | 1-3 травня (3)         | -                         | 9-11 травня (3)            | 6-8 червня (3)         | 27-29 червня (3)      | -                | 22-24 серпня (3)  | 14 жовтня (1)                           | 25-27 грудня (3) | 6 січня (пн) — 11 січня (сб) |
| 2021 | п'ятниця 1            | четвер 7                          | понеділок 8      | -                         | субота 1               | неділя 2                  | неділя 9                   | неділя 20              | понеділок 28          | -                | вівторок 24       | четвер 14                               | субота 25        | 8 січня (пт) — 16 січня (сб) 23 серпня (пн) — 28 серпня (сб) 15 жовтня (пт) — 23 жовтня (сб)                                                                   |
| 2021 | 1-3 січня (3)         | 7-10 січня (4)                    | 6-8 березня (3)  | -                         | 1-4 травня (4)         | 1-4 травня (4)            | 8-10 травня (3)            | 19-21 червня (3)       | 26-28 червня (3)      | -                | 21-24 серпня (4)  | 14-17 жовтня (4)                        | 25-27 грудня (3) | 8 січня (пт) — 16 січня (сб) 23 серпня (пн) — 28 серпня (сб) 15 жовтня (пт) — 23 жовтня (сб)                                                                   |
| 2022 | субота 1              | п'ятниця 7                        | вівторок 8       | неділя 24                 | неділя 1               | -                         | понеділок 9                | неділя 12              | вівторок 28           | четвер 28        | середа 24         | п'ятниця 14                             | неділя 25        | 7 березня (пн) — 12 березня (сб) 27 червня (пн) — 2 липня (сб)                                                                                                 |
| 2022 | 1-3 січня (3)         | 7-9 січня (3)                     | 5-8 березня (4)  | -                         | -                      | -                         | -                          | -                      | -                     | -                | -                 | -                                       | -                | 7 березня (пн) — 12 березня (сб) 27 червня (пн) — 2 липня (сб)                                                                                                 |
| 2023 | неділя 1              | субота 7                          | середа 8         | неділя 16                 | понеділок 1            | -                         | вівторок 9                 | неділя 4               | середа 28             | п'ятниця 28      | четвер 24         | неділя 1                                | понеділок 25     | |
| 2023 | -                     | -                                 | -                | -                         | -                      | -                         | -                          | -                      | -                     | -                | -                 | -                                       | -                | |
| 2024 | понеділок 1           | -                                 | п'ятниця 8       | -                         | середа 1               | неділя 5                  | середа 8                   | неділя 23              | п'ятниця 28           | понеділок 15     | субота 24         | вівторок 1                              | середа 25        | |
| 2024 | -                     | -                                 | -                | -                         | -                      | -                         | -                          | -                      | -                     | -                | -                 | -                                       | -                | |
| 2025 | середа 1              | -                                 | субота 8         | неділя 20                 | четвер 1               | -                         | четвер 8                   | неділя 8               | субота 28             | вівторок 15      | неділя 24         | середа 1                                | четвер 25        | |
| 2025 | -                     | -                                 | 8-10 березня (3) | 19-21 квітня (3)          | 1 травня (1)           | -                         | 8 травня (1)               | 7-9 червня (3)         | 28-30 червня (3)      | 15 липня (1)     | 23-25 серпня (3)  | 1 жовтня (1)                            | 25 грудня (1)    | |

## Пропозиції змін до переліку неробочих днів
У січні 2017 року науковці Інституту розробили законопроєкт «Про державні та інші свята, пам'ятні дати і скорботні дні». Відповідно до документу, з переліку неробочих днів пропонувалося вилучення 8 березня — Міжнародного жіночого дня, 1 і 2 травня — Дня міжнародної солідарності трудящих (на той час), 9 травня — Дня перемоги над нацизмом у Другій світовій війні, а також Трійці, натомість неробочим днем пропонувалося зробити 8 травня — День пам'яті та примирення, запровадити свята — неробочі дні: 9 березня — Шевченківський день, друга п'ятниця вересня — День сім'ї. Також, з посиланням на європейську традицію пропонувалося вилучити норму про перенесення вихідного дня, на який випало свято — неробочий день, окрім Різдва і Великодня. Таким чином, відповідно до законопроєкту, неробочих днів мало бути 9, з яких щороку 1-3 припадало би на вихідні і не компенсовувалися би.
Після громадського обговорення УІНП скоригував свій законопроєкт, залишивши неробочим днем 1 травня та Трійцю (з перенесенням вихідного на понеділок) та вилучив з нього неробочі дні Шевченківський день і День сім'ї. Після того, як Верховна Рада додала до списку неробочих Різдво Христове 25 грудня, його було додано до законопроєкту. Тож загалом пропонувалося 10 неробочих днів: 1 січня, 7 січня, 1 травня, 8 травня, 28 червня, 24 серпня, 14 жовтня, 25 грудня, Великдень і Трійця. З них щороку до 4 днів припадали би на вихідні і не компенсовувалися.
У вересні 2021 року Міністерство культури представило новий законопроєкт "Про свята, пам’ятні дати і скорботні дні". Цим документом до чинного переліку неробочих днів додається нове свято – День Української Державності 28 липня. У разі збігу деяких неробочих днів (8 березня, 1 і 9 травня, 28 червня, 28 липня, 24 серпня та 14 жовтня) з вихідними, наступний робочий день не стає вихідним. Тобто 12 неробочих, з яких 9-11 будуть спричиняти додаткові вихідні. Також залишається можливість коригування календаря вихідних шляхом перенесення робочих днів. Законопроєкт перебував на громадському обговоренні до 2 жовтня.

### Пропозиції нових неробочих днів
До таблиці не включені ініціативи, які були прийняті.
| Дата                          | Назва                                                                        | Примітки |
| ----------------------------- | ---------------------------------------------------------------------------- | --- |
| 22 січня                      | День соборності України                                                      | Вже наявне свято запропоновано зробити неробочим відповідно до законопроєктів 3027-1 (24.03.1999), 2157 (2008). |
| 9 березня                     | Шевченківський день                                                          | Нове державне свято. Неодноразові пропозиції. Законопроєкти 3027-1 (1999), 5151 (2000), 3199 (2003), 4506 (2014), 4375 (2016), 4722-1 (2016). |
| 8 травня                      | Свято Перемоги (1-й день)                                                    | Додавання другого дня вже наявного свята та статус неробочого для іншого вже наявного свята з перенесенням вихідних було запропоноване в законопроєкті 3027-1 (23.03.1999, автори Олександр Лавринович та В'ячеслав Кириленко). Проєкт не було включено до порядку денного.                                                                                   |
| змінне друга неділя травня    | День Матері                                                                  | Додавання другого дня вже наявного свята та статус неробочого для іншого вже наявного свята з перенесенням вихідних було запропоноване в законопроєкті 3027-1 (23.03.1999, автори Олександр Лавринович та В'ячеслав Кириленко). Проєкт не було включено до порядку денного.                                                                                   |
| 2 січня                       | Новий рік (2-й день)                                                         | Додаткові дні до вже наявних (на той час) свят при скасуванні норми про перенесення вихідних у разі збігу з неробочими днями було запропоноване в законопроєкті 3027-3 (18.11.1999, автори Юрій Сахно та Борис Беспалий). Проєкт було відхилено. |
| 8 січня                       | Різдво Христове (2-й день)                                                   | Додаткові дні до вже наявних (на той час) свят при скасуванні норми про перенесення вихідних у разі збігу з неробочими днями було запропоноване в законопроєкті 3027-3 (18.11.1999, автори Юрій Сахно та Борис Беспалий). Проєкт було відхилено. |
| змінне Великдень + 1 день     | Великдень (Пасха) (2-й день)                                                 | Додаткові дні до вже наявних (на той час) свят при скасуванні норми про перенесення вихідних у разі збігу з неробочими днями було запропоноване в законопроєкті 3027-3 (18.11.1999, автори Юрій Сахно та Борис Беспалий). Проєкт було відхилено. |
| 7 листопада 8 листопада       | "річниця Великої Жовтневої соціалістичної революції"                         | Відновлення колишнього свята. Неодноразові пропозиції після скасування. Законопроєкти 6064 (2001), 2068 (2002), 6345 (2004), 7025-2 (2005), 1022 (2007), 6048 (2010), 7086 (2010). |
| 23 лютого                     | День захисника Вітчизни                                                      | Вже наявне свято запропоновано зробити неробочим відповідно до законопроєктів 5207 (2004), 7025-3 (2005). |
| 1 червня                      | Міжнародний день захисту дітей                                               | Вже наявне свято запропоновано зробити неробочим відповідно до законопроєкту 7025 (2005). |
| 28 липня                      | День пам'яті святого рівноапостольного князя Володимира – День Хрещення Русі | Вже наявне свято запропоновано зробити неробочим відповідно до законопроєкту 2705 (2008). |
| 14 жовтня                     | День Покрови Пресвятої Богородиці – Дня українського війська                 | Нове державне свято. Законопроєкти 7357 (2010), 2630 (2013). |
| 25 квітня                     | Свято Пакращі                                                                | Першоквітнева пропозиція нового державного свята. Законопроєкт (2013). |
| 9 березня                     | Шевченківський день                                                          | Законопроєкт Інституту національної пам'яті 2017 року «Про державні та інші свята, пам'ятні дати і скорботні дні». Після громадського обговорення лише 8 травня було залишене в пропозиції. Доопрацьований законопроєкт не був поданий до Верховної ради. |
| 8 травня                      | День пам'яті та примирення                                                   | Законопроєкт Інституту національної пам'яті 2017 року «Про державні та інші свята, пам'ятні дати і скорботні дні». Після громадського обговорення лише 8 травня було залишене в пропозиції. Доопрацьований законопроєкт не був поданий до Верховної ради. |
| змінне друга п'ятниця вересня | День сім'ї                                                                   | Законопроєкт Інституту національної пам'яті 2017 року «Про державні та інші свята, пам'ятні дати і скорботні дні». Після громадського обговорення лише 8 травня було залишене в пропозиції. Доопрацьований законопроєкт не був поданий до Верховної ради. |
| 25 лютого                     | День української жінки (День українки) – День народження Лесі Українки       | У 2023 році групою народних депутатів внесено законопроєкт "про скасування московських свят і встановлення українських свят". Проєкт зареєстровано 13 лютого 2023 та був включений до порядку денного одинадцятої сесії (лютий - травень 2024). "Московськими святами", які скасовує зонопроєкт, є на той час 8 березня, 1 і 9 травня.                        |
| 9 березня                     | Шевченків день – День народження Тараса Шевченка                             | У 2023 році групою народних депутатів внесено законопроєкт "про скасування московських свят і встановлення українських свят". Проєкт зареєстровано 13 лютого 2023 та був включений до порядку денного одинадцятої сесії (лютий - травень 2024). "Московськими святами", які скасовує зонопроєкт, є на той час 8 березня, 1 і 9 травня.                        |
| змінне друга неділя травня    | День Матері                                                                  | У 2023 році групою народних депутатів внесено законопроєкт "про скасування московських свят і встановлення українських свят". Проєкт зареєстровано 13 лютого 2023 та був включений до порядку денного одинадцятої сесії (лютий - травень 2024). "Московськими святами", які скасовує зонопроєкт, є на той час 8 березня, 1 і 9 травня.                        |
| 8 березня                     | День Весни                                                                   | У 2023 році народна депутатка Галина Третьякова запропонувала внести зміни до статті 73 КЗпП. Відповідно до проєкту, має бути встановлено п'ять нових неробочих святкових днів замість наявних на той час свят 7 січня, 8 березня, 1 травня, 9 травня і Трійці. Законопроєкт зареєстровано 28.02.2023 та був включений до порядку денного одинадцятої сесії.. |
| 1 травня                      | День подяки праці                                                            | У 2023 році народна депутатка Галина Третьякова запропонувала внести зміни до статті 73 КЗпП. Відповідно до проєкту, має бути встановлено п'ять нових неробочих святкових днів замість наявних на той час свят 7 січня, 8 березня, 1 травня, 9 травня і Трійці. Законопроєкт зареєстровано 28.02.2023 та був включений до порядку денного одинадцятої сесії.. |
| 6 червня                      | День цвітіння української вишні                                              | У 2023 році народна депутатка Галина Третьякова запропонувала внести зміни до статті 73 КЗпП. Відповідно до проєкту, має бути встановлено п'ять нових неробочих святкових днів замість наявних на той час свят 7 січня, 8 березня, 1 травня, 9 травня і Трійці. Законопроєкт зареєстровано 28.02.2023 та був включений до порядку денного одинадцятої сесії.. |
| 21 вересня                    | День миру                                                                    | У 2023 році народна депутатка Галина Третьякова запропонувала внести зміни до статті 73 КЗпП. Відповідно до проєкту, має бути встановлено п'ять нових неробочих святкових днів замість наявних на той час свят 7 січня, 8 березня, 1 травня, 9 травня і Трійці. Законопроєкт зареєстровано 28.02.2023 та був включений до порядку денного одинадцятої сесії.. |
| 10 листопада                  | День поваги до віку                                                          | У 2023 році народна депутатка Галина Третьякова запропонувала внести зміни до статті 73 КЗпП. Відповідно до проєкту, має бути встановлено п'ять нових неробочих святкових днів замість наявних на той час свят 7 січня, 8 березня, 1 травня, 9 травня і Трійці. Законопроєкт зареєстровано 28.02.2023 та був включений до порядку денного одинадцятої сесії.. |
| 22 жовтня                     | День подяки                                                                  | У 2023 році народний депутат Георгій Мазурашу запропонував встановити нове державне свято та визнати його неробочим. Законопроєкт зареєстровано 07.08.2023 та опрацьовується у комітетах. |
| змінне остання неділя вересня | День подяки Богові                                                           | Пропозиція народного депутата Віктора М'ялика. Законопроєкт зареєстровано 16.10.2023 та опрацьовується у комітетах. У тексті проєкту і порівняльній таблиці, ймовірно помилково, відсутнє свято 1 жовтня. |
| 24 лютого                     | Національний день молитви (пам'ятний неробочий день)                         | Законопроєкт групи народних депутатів, поданий у грудні 2024 року |